# Aquarius (album)
„Aquarius” este albumul de debut al cântăreței-compozitoarei Americane Tinashe, lansat pe data de 3 octombrie 2014 prin intermediul casei de discuri RCA Records. În urma desființări trupei The Stunners în 2011, Tinashe a început urmărirea unei cariere solo. În anul următor, Tinashe a lansat mixtape-ul de debut, In Case We Die Die (2012). După ridicarea profilului ei cu mixtape-ul, Tinashe s-a întâlnit cu RCA Records, unde a semnat ulterior un contract de înregistrare. În urma cu înregistrarea, Tinashe a început imediat să lucreze pentru album; în timpul procesului de înregistrare, ea a lansat alte doua mixtape-uri, Reverie (2012) și Black Water (2013).
Aquarius a fost intitulat după zodia lui Tinashe. Albumul include mai multe genuri, cum ar fi R&B alternativ, pop, electro și R&B. Producția albumului a fost caracterizată ca a fiind sintetică, cu atmosferice și instrumentaluri minimaliste și electronice. Compoziția albumului a atras comparații la o varietate de artiști printre care The Weeknd și Aaliyah. Cele mai multe dintre piese au fost scrise de Tinashe însăși care de asemenea a fost ca producătorul executiv al albumului alături de Tim Blacksmith, Mike Nazzaro și Danny D.

## Discuri single
„2 On”, împreună cu rapperul American Schoolboy Q, a fost lansat pe data de 21 ianuarie 2014 ca single-ul principal a albumului Aquarius. Acesta a fost trimis la stațile de radio din Statele Unite ale Americii rhythmic contemporary și urban contemporary radio pe data de 18 martie 2014. Piesa s-a clasat la numărul 24 pe Billboard Hot 100, și la numărul 53 pe UK Singles Chart și a stat la numărul unu pentru patru săptămânii pe Billboard Rhythmic Chart. Fiind în octombrie 2014, „2 On” a vândut peste 603,000 descărcării în Statele Unite ale Americii.
„Pretend” împreună cu ASAP Rocky, a fost lansat pe data de 22 august 2014 ca al doilea single al albumului.
„All Hands on Deck” a fost lansat ca al treilea si ca ultimul single al albumului, acesta a fost trimis la urban contemporary radio din Statele Unite ale Americii pe data de 24 februarie 2015. Iar o versiune remix împreună cu rapperița Australiană Iggy Azalea a fost lansată două zile prima.

## Lista pieselor
| Nr.             | Titlu                               | Autor(i) | Producător(i)                      | Lungime |  |
| 1.              | „Aquarius”                          | Tinashe Kachingwe Brent Reynolds | Ritz Reynolds                      | 3:55    |  |
| 2.              | „Bet” (featuring Devonté Hynes)     | Kachingwe Dacoury Natche Michael Tucker | DJ Dahi Blood Diamonds             | 5:40    |  |
| 3.              | „Cold Sweat”                        | Kachingwe Matthew Samuels Joshua Scruggs | Boi-1da SykSense Sango             | 5:12    |  |
| 4.              | „Nightfall (Interlude)”             | | Tinashe                            | 0:07    |  |
| 5.              | „2 On” (featuring Schoolboy Q)      | Kachingwe Bobby Brackins Dijon "DJ Mustard" McFarlane Jon Redwine Brendon Waters Quincy Hanley Cezar Cunningham Sean Paul Henriques Steven Marsden Delano Thomas Michael Jarrett Craig Serani Marsh | McFarlane Redwine DJ Marley Waters | 3:47    |  |
| 6.              | „How Many Times” (featuring Future) | Kachingwe Wilburn Jasper Cameron Sean Notty Nayvadius James Harris Terry Lewis | Cameron                            | 3:36    |  |
| 7.              | „What Is There to Lose (Interlude)” | | Legacy Tinashe                     | 0:31    |  |
| 8.              | „Pretend” (featuring ASAP Rocky)    | Kachingwe Noel Fisher Brian Soko Rasool Diaz Andre Proctor Lyrica Anderson Rakim Mayers | Detail The Order                   | 3:53    |  |
| 9.              | „All Hands on Deck”                 | Kachingwe Mikkel Storleer Eriksen Tor Erik Hermansen Magnus August Høiberg Bleta Rexha | Stargate Cashmere Cat              | 3:41    |  |
| 10.             | „Indigo Child (Interlude)”          | Tinashe | Evian Christ                       | 1:30    |  |
| 11.             | „Far Side of the Moon”              | Kachingwe Osinachi Nwaneri | Nwaneri                            | 4:05    |  |
| 12.             | „The Calm (Interlude)”              | | Tinashe                            | 0:30    |  |
| 13.             | „Feels Like Vegas”                  | Kachingwe Eriksen Hermansen Maureen "Mozella" McDonald Jeffery Johnson, Jr. | Stargate                           | 4:01    |  |
| 14.             | „Thug Cry”                          | Kachingwe Michael L. Williams II Asheton Hogan Kalenna Harper | Mike Will Made It A+               | 3:28    |  |
| 15.             | „Deep in the Night (Interlude)”     | | Tinashe                            | 0:57    |  |
| 16.             | „Bated Breath”                      | Kachingwe B. Reynolds | Ritz Reynolds                      | 5:49    |  |
| 17.             | „Wildfire”                          | Michel Heyaca Matt Parad Donna Missal | Michel                             | 3:37    |  |
| 18.             | „The Storm (Outro)”                 | | Tinashe                            | 1:24    |  |
| Lungime totală: | Lungime totală:                     | Lungime totală: | Lungime totală:                    | 55:43   |  |

## Istoricul lansărilor
| Țară                       | Dată                     | Format                 | Casă de discuri | Ref.          |
| -------------------------- | ------------------------ | ---------------------- | --------------- | ------------- |
| Germania                   | October 3 octombrie 2014 | CD Descărcare digitală | Sony            | [ 7 ] [ 8 ]   |
| Irlanda                    | October 3 octombrie 2014 | CD Descărcare digitală | RCA             | [ 9 ] [ 10 ]  |
| Franța                     | 6 octombrie 2014         | CD Descărcare digitală | Sony            | [ 11 ] [ 12 ] |
| Regatul Unit               | 6 octombrie 2014         | CD Descărcare digitală | RCA             | [ 13 ] [ 14 ] |
| Statele Unite ale Americii | 7 octombrie 2014         | CD Descărcare digitală | RCA             | [ 15 ] [ 16 ] |
| Australia                  | 10 octombrie 2014        | CD Descărcare digitală | Sony            | [ 17 ] [ 18 ] |
| Japonia                    | 26 noiembrie 2014        | CD                     | Sony            | [ 19 ]        |